# 1987 في بيرو
فيما يلي قوائم الأحداث التي وقعت خلال عام 1987 في بيرو.

## سياسة

### انتهاء فترة المنصب
- 26 يونيو – لويس ألفا كاسترو رئيس مجلس الوزراء البيروفي [الإنجليزية]‏، وزير الاقتصاد والمالية  [لغات أخرى]‏.

## رياضة
- 1 يناير – الدوري البيروفي لكرة القدم 1987 الفائز نادي يونيفرسيتاريو.
- 1 يناير – كوبا بيرو 1987 الفائز Libertad de Trujillo [الإنجليزية]‏.

## مواليد

### يناير
- 1 يناير – لوسيانا موراليس مندوزا لاعبة شطرنج بيروفية.
- 24 يناير – بالوما شميت متسابقة يخت بيروفية.
- 24 يناير – مارسيلو زامورانو لاعب كرة قدم بيروفي.
- 28 يناير – ليونيل روميرو لاعب كرة قدم بيروفي.[1]

### مارس
- 5 مارس – خورخي مولينا كابريرا لاعب كرة قدم بيروفي.[2]
- 23 أكتوبر – مارسيو فالفيردي لاعب كرة قدم بيروفي.[3][3]
- 24 يناير – مارسيلو زامورانو لاعب كرة قدم بيروفي.
- 25 مارس – خيسوس أريزميندي لاعب كرة قدم بيروفي.[4]
- 26 مارس – يوشيرو سالازار لاعب كرة قدم بيروفي.[5]

### أبريل
- 23 أبريل – فرانكو فيراري

### مايو
- 11 مايو – نيلينهو كوينيا لاعب كرة قدم بيروفي.[6]

### يوليو
- 20 يوليو – نيلسون بيسيرا لاعب كرة قدم بيروفي.[7]
- 21 يوليو – فرناندو غارسيا لاعب كرة قدم بيروفي.

### أغسطس
- 8 أغسطس – خايمي هويرتا[8]
- 19 أغسطس – روميرو فرانك لاعب كرة قدم بيروفي.[9]

### أكتوبر
- 9 أكتوبر – رييس جيكسون[10]
- 23 أكتوبر – مارسيو فالفيردي لاعب كرة قدم بيروفي.[3][3]

### ديسمبر
- 12 ديسمبر – دانيال رييس لاعب كرة قدم بيروفي.[11]

## وفيات

### ديسمبر
- 8 ديسمبر – جوني واتسون (مواليد 1963)
- 8 ديسمبر – خوسيه غونزاليس غانوزا (مواليد 1954) لاعب كرة قدم بيروفي.
- 8 ديسمبر – خوسيه كازانوفا (مواليد 1964) لاعب كرة قدم بيروفي.
- 8 ديسمبر – لويس أنطونيو إسكوبار (مواليد 1967) لاعب كرة قدم بيروفي.
- 8 ديسمبر – ماركوس كالديرون (مواليد 1928) لاعب كرة قدم بيروفي.